# شاه‌مرغ بزرگ

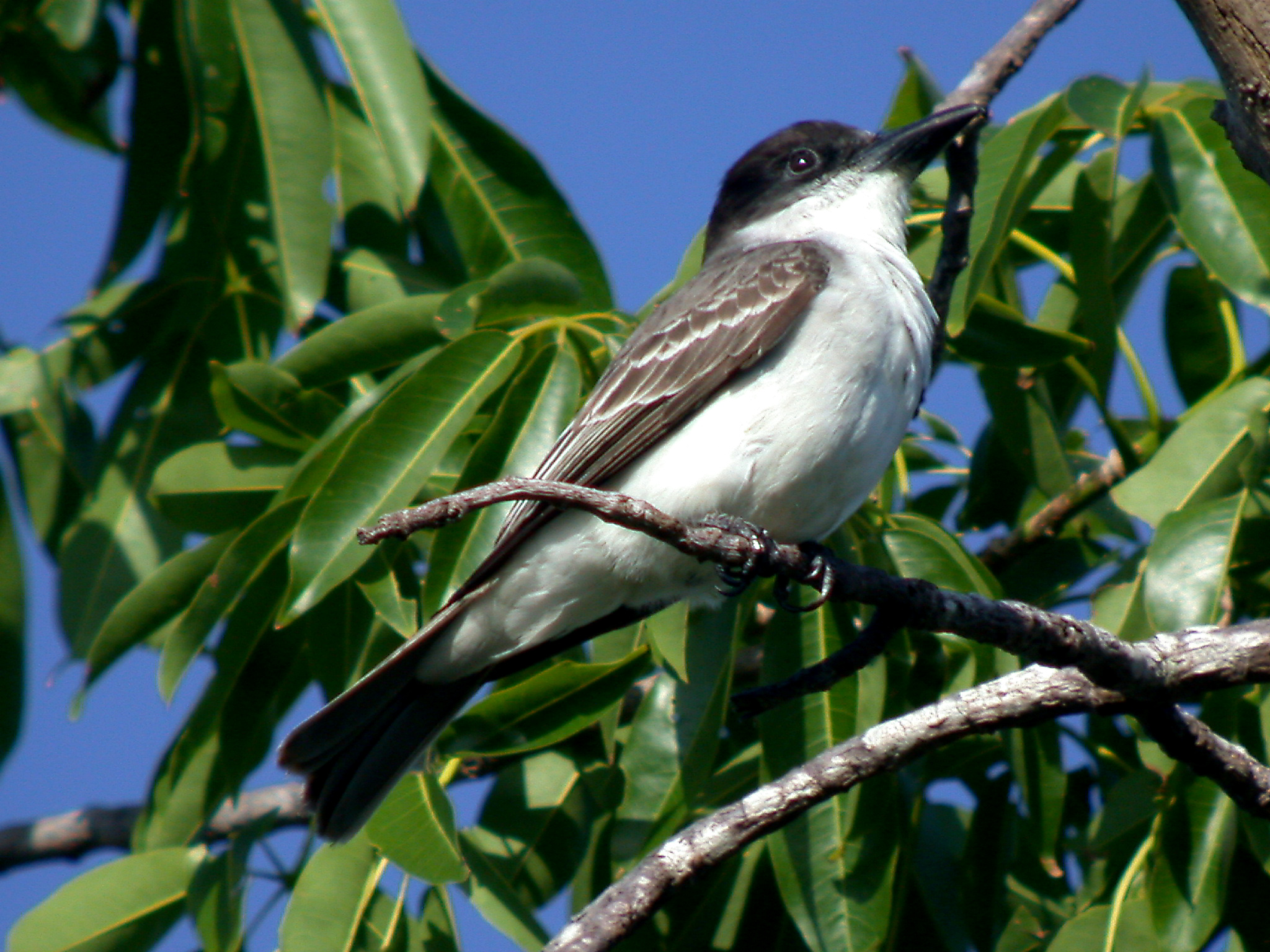
شاه‌مرغ بزرگ

شاه‌مرغ بزرگ (نام علمی: Tyrannus cubensis) نام یک گونه از سرده شاه‌مرغ است.